# 삼성 아티브 Q
삼성 아티브 Q(Samsung ATIV Q)는 2013년 6월 20일 삼성 프리미어(Samsung Premiere) 이벤트에서 삼성 전자가 발표한 13.3인치 태블릿 PC이다. 2013년 3분기인 미국 노동절 즈음 Back to school 시즌(여름이 끝나고 학용품 등 쇼핑이 증가하는 시즌)에 출시 예정이였으나, 안드로이드가 다른 os와 섞이는 것을 꺼려한 구글의 압박때문에 출시가 전면 보류되었고, 2015년 8월 25일 현재까지도 출시되지 못했다.

## 주요 사양
- 프로세서: 제 4세대 해스웰 2.6 GHz 인텔 코어 i5 4200U
- 메모리: DDR3 4GB
- 13.3 인치 터치 스크린
- 해상도: 3200 x 1800 (275 ppi)
- S 펜 스타일러스 대응
- 운영체제: 윈도우 8.1 & 안드로이드 4.2
- 그래픽 카드: 인텔 HD 4400
- 보조 기억 장치: 128GB SSD

## 같이 보기
- 삼성 갤럭시 탭 3 10.1
- 삼성 아티브 탭 3